# Cantone di La Chapelle-de-Guinchay
Il Cantone di La Chapelle-de-Guinchay è una divisione amministrativa dell'arrondissement di Mâcon e dell'arrondissement di Charolles.
A seguito della riforma approvata con decreto del 18 febbraio 2014, che ha avuto attuazione dopo le elezioni dipartimentali del 2015, è passato da 11 a 34 comuni.

## Composizione
Gli 11 comuni facenti parte prima della riforma del 2014 erano:
- Chaintré
- Chânes
- La Chapelle-de-Guinchay
- Chasselas
- Crêches-sur-Saône
- Leynes
- Pruzilly
- Romanèche-Thorins
- Saint-Amour-Bellevue
- Saint-Symphorien-d'Ancelles
- Saint-Vérand

Dal 2015 i comuni appartenenti al cantone sono i seguenti 34:
- Bourgvilain
- Brandon
- Chaintré
- Chânes
- La Chapelle-de-Guinchay
- La Chapelle-du-Mont-de-France
- Chasselas
- Clermain
- Crêches-sur-Saône
- Davayé
- Dompierre-les-Ormes
- Fuissé
- Germolles-sur-Grosne
- Leynes
- Matour
- Montagny-sur-Grosne
- Montmelard
- Pierreclos
- Pruzilly
- Romanèche-Thorins
- Saint-Amour-Bellevue
- Saint-Léger-sous-la-Bussière
- Saint-Pierre-le-Vieux
- Saint-Point
- Saint-Symphorien-d'Ancelles
- Saint-Vérand
- Serrières
- Solutré-Pouilly
- Tramayes
- Trambly
- Trivy
- Vergisson
- Verosvres
- Vinzelles